# Arquivo Distrital

Logótipo da Rede Portuguesa de Arquivos

Arquivo Distrital é a designação pela qual são conhecidas as organizações regionais portuguesas que reúnem o património arquivístico de cada distrito. Este património consiste, sobretudo, em documentação legal do tipo judicial, notarial, paroquial ou registo civil. Embora a maioria dos Arquivos Distritais do Continente esteja tutelada pela Direção-Geral do Livro, dos Arquivos e das Bibliotecas (DGLAB), Ministério da Cultura, existem arquivos que estão dependentes de outras instituições públicas e privadas.

## Descrição

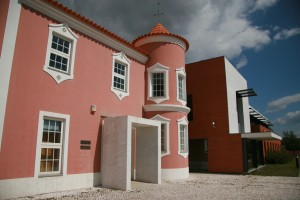
Arquivo Distrital de Aveiro, na antiga quinta de Alberto Souto.

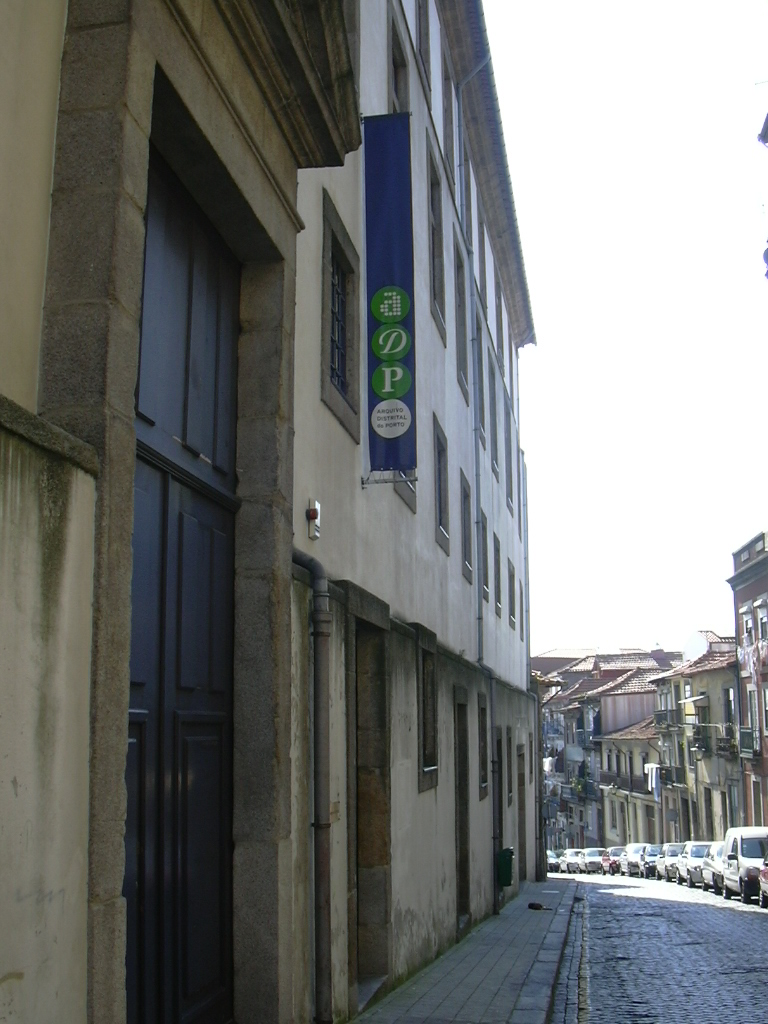
Arquivo Distrital do Porto, na Cordoaria.

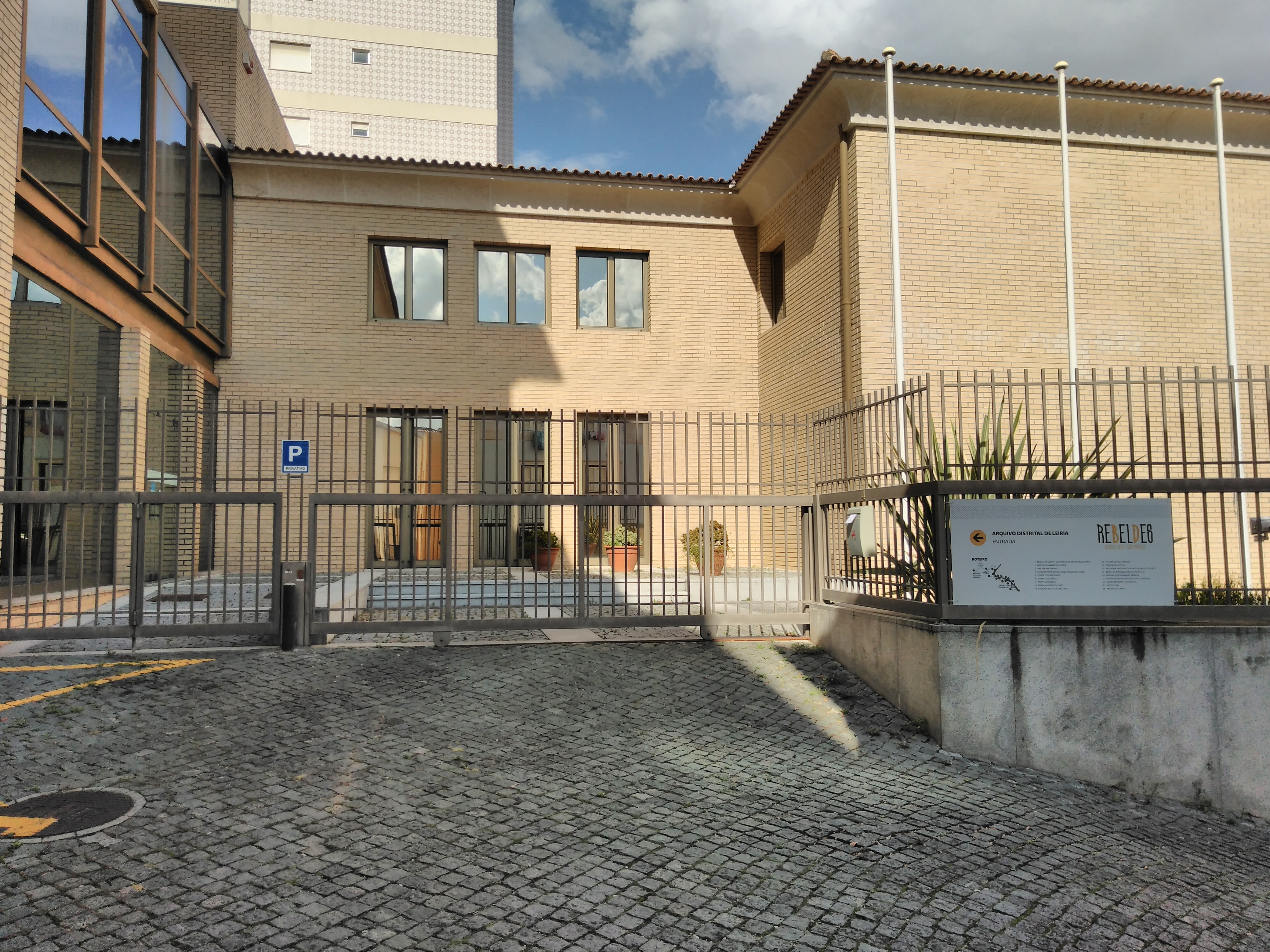
Arquivo Distrital de Leiria.

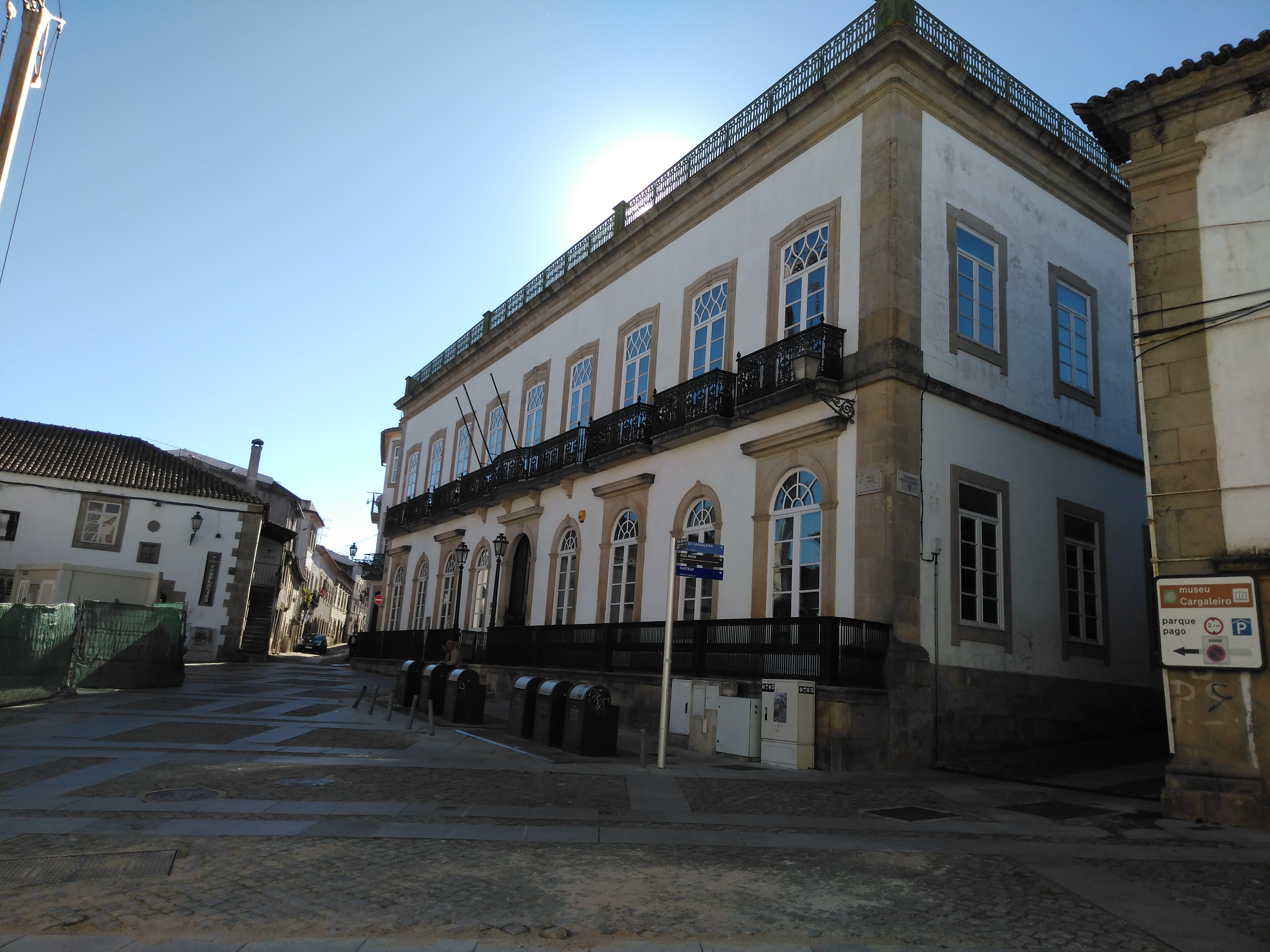
Arquivo Distrital de Castelo Branco.

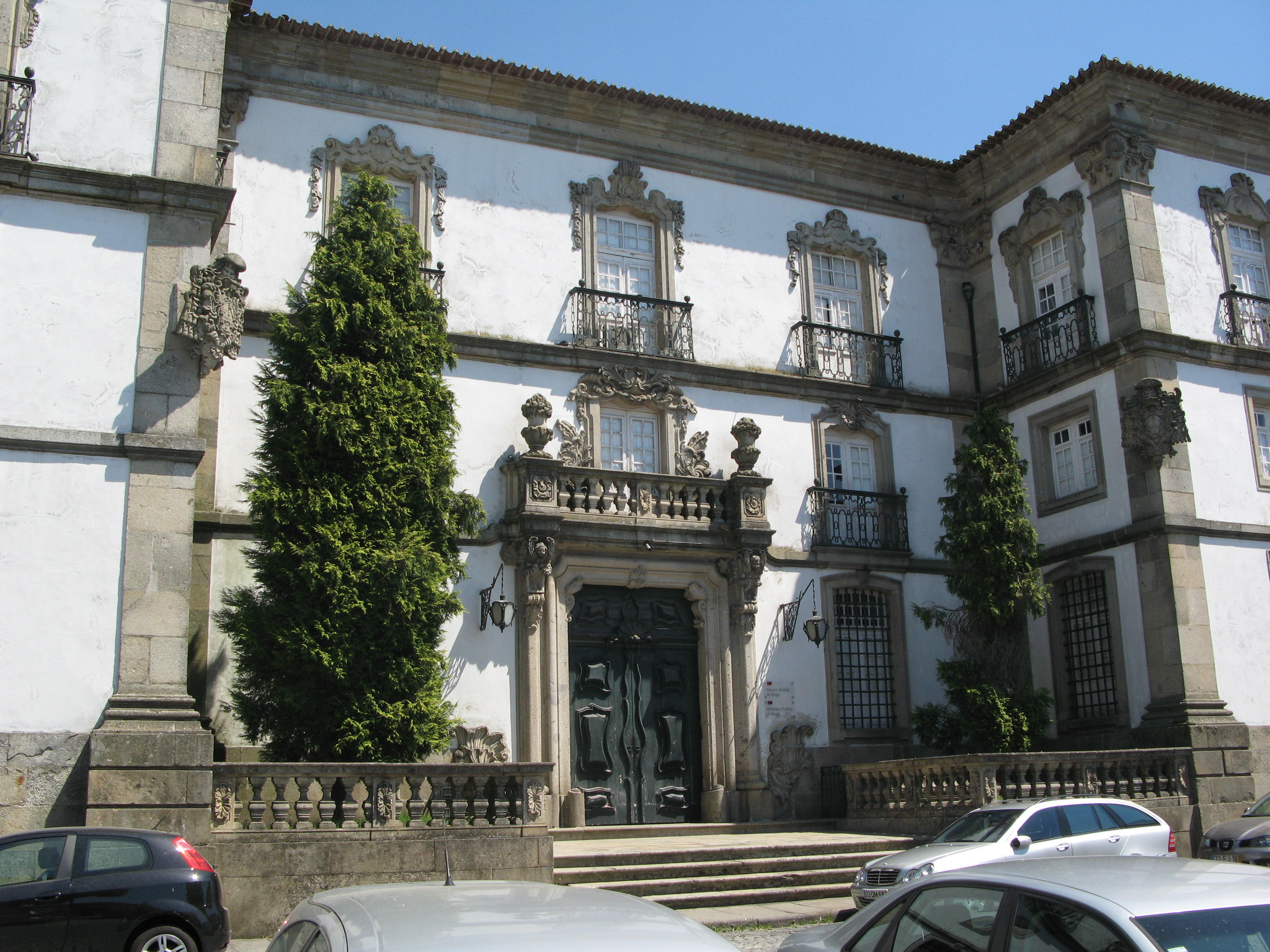
Biblioteca Pública e Arquivo Distrital de Braga.

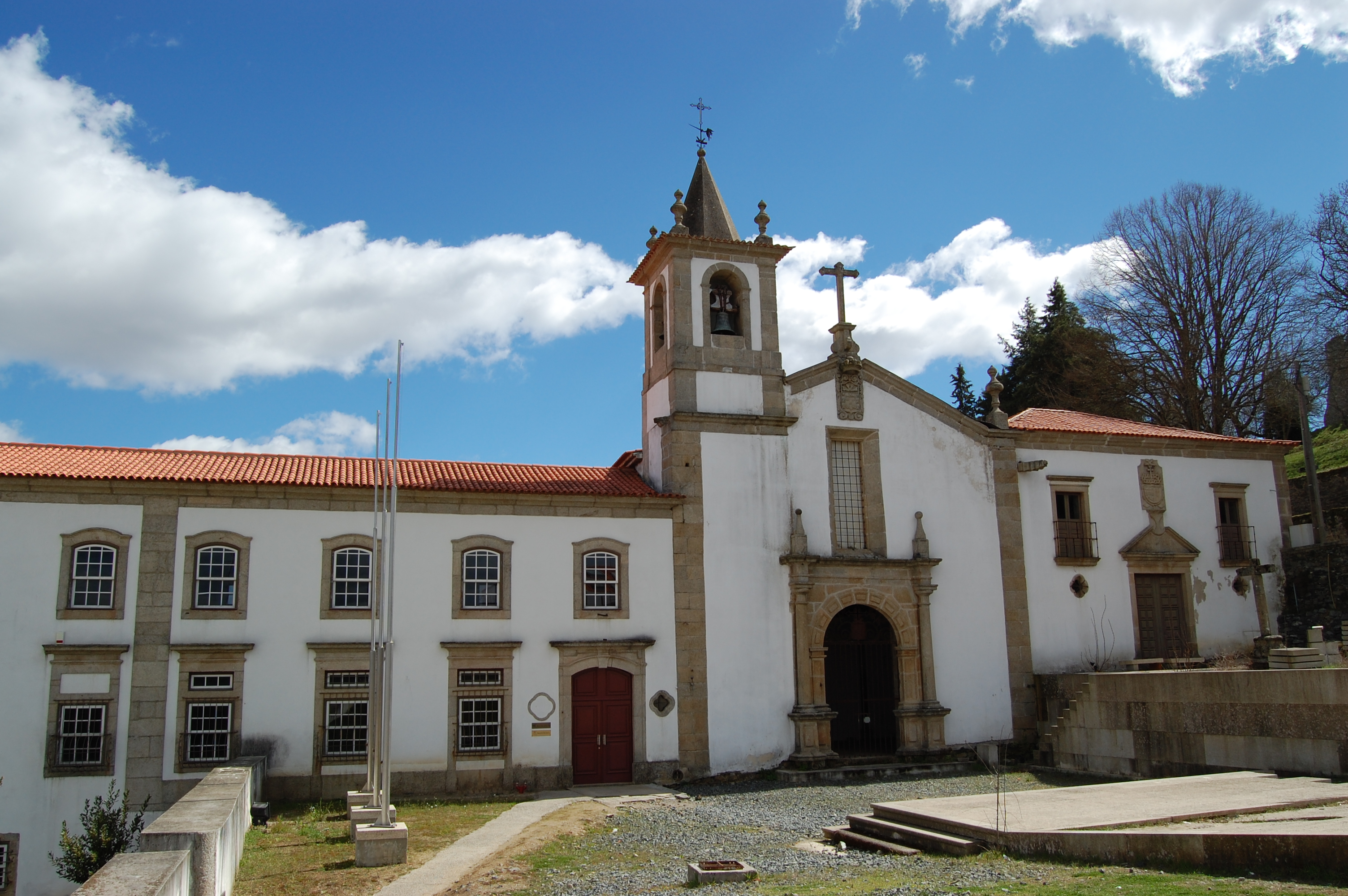
O antigo Convento de São Francisco, sede do Arquivo Distrital de Bragança.

Os Arquivos Distritais têm como missão preservar e valorizar o património arquivístico de interesse histórico, apoiar tecnicamente a organização de arquivos públicos e privados e promover a divulgação cultural e educativa no âmbito dos arquivos (Decreto-Lei n.º 149/83, de 5 de Abril).
Alguns tipos de documentação são obrigatoriamente incorporados nestes Arquivos:
- arquivos das Conservatórias do Registo Civil com mais de cem anos: fundamentalmente os registos paroquiais e civis;
- arquivos dos cartórios notariais com mais de trinta anos;
- arquivos dos tribunais com mais de 25 anos após os processos serem dados como findos;
- arquivos dos organismos da administração central extintos e serviços cessantes, caso seja realizado um protocolo entre a DGLAB e a Secretaria-Geral do ministério em que o organismo se integre.

Para além destes Grupos de Arquivos, os mais conhecidos e consultados, a documentação custodiada pelos arquivos distritais é bastante diversificada, envolvendo organismos representantes da administração central (Governos Civis, Repartições de Finanças ou Alfândegas, entre outros) bem como a produzida pelos antigos conventos e órgãos de administração das dioceses (Cabido, Mitra, Tribunal da Legacia, etc.) cujas datas mais antigas remontam à Idade Média.
Os arquivos distritais desenvolvem ainda estratégias de intervenção ativas para a preservação documental de arquivos de famílias, pessoas ou empresas, que pelo seu significado cultural e relevância para a compreensão da memória social, tenham adquirido o direito de serem conservados. Através de protocolos, os arquivos podem receber esses acervos documentais, em regime de doação ou de depósito, sem perda dos direitos de propriedade para os donos.
Para além da preservação e valorização do património arquivístico próprio, os arquivos distritais desenvolvem actividades de apoio técnico na organização, classificação e descrição de arquivos de organismos públicos e privados.
Outra área de intervenção é a extensão cultural e educativa, promovendo eventos e incentivando o diálogo e a participação de todos os agentes da acção educativa, nomeadamente, dos estabelecimentos de ensino secundário e superior.

## Organização
A quase totalidade dos Arquivos Distritais depende administrativamente da Direcção-Geral do Livro, dos Arquivos e das Bibliotecas (DGLAB). Anteriormente, encontravam-se sob a tutela da Direção-Geral dos Arquivos (2006-2012)  e do Instituto dos Arquivos Nacionais/Torre do Tombo (1997-2006).

### Rede Portuguesa de Arquivos/DGLAB
A Rede Portuguesa de Arquivos (RPA) é atualmente constituída pelos arquivos que, de acordo com o estipulado no Decreto-Lei n.º 103/2012. In D.R. n.º 95, Série I de 2012-05-16, integram a DGLAB:

#### Arquivos Nacionais
- Arquivo Nacional da Torre do Tombo;
- Centro Português de Fotografia.

#### Arquivos Distritais
- Arquivo Distrital de Aveiro
- Arquivo Distrital de Beja
- Arquivo Distrital de Bragança
- Arquivo Distrital de Castelo Branco
- Arquivo Distrital de Évora
- Arquivo Distrital de Faro
- Arquivo Distrital da Guarda
- Arquivo Distrital de Leiria
- Arquivo Distrital de Portalegre
- Arquivo Distrital do Porto
- Arquivo Distrital de Santarém
- Arquivo Distrital de Setúbal
- Arquivo Distrital de Viana do Castelo
- Arquivo Distrital de Vila Real
- Arquivo Distrital de Viseu

#### Outros arquivos
- Arquivo Histórico Ultramarino;

### Arquivos fora da RPA/DGLAB
São arquivos distritais dependentes das respectivas universidades:
- Arquivo da Universidade de Coimbra
- Arquivo Distrital de Braga

O Arquivo Municipal de Guimarães e o Arquivo Municipal de Elvas têm funções de arquivo distrital na área do respectivo concelho.
Nas Regiões Autónomas, os arquivos com funções similares às dos distritais dependem dos respetivos Governos através das Secretarias Regionais da Cultura e, no caso da Região Autónoma dos Açores, incluem as respectivas Bibliotecas Públicas:
- Arquivo Regional e Biblioteca Pública da Madeira
- Arquivo de Angra do Heroísmo
- Arquivo da Horta
- Arquivo de Ponta Delgada